# Yardies
Yardie (plurale Yardies) è un termine appartenente allo slang anglosassone con il quale si indicavano gli occupanti dei "governments yards", dei cantieri edilizi di Trenchtown, un quartiere di West Kingston (Giamaica), costruiti per ospitare le persone rimaste senza casa dopo il passaggio dell'uragano Charlie nel 1951. Si trattava di un progetto edilizio molto promettente, ma a causa dell'indigenza dei residenti e della concentrazione di massa di criminali nell'apparato abitativo, l'area degli yards fu presto caratterizzata per la violenza e la criminalità dilaganti e i suoi abitanti stigmatizzati come Yardies.
Oggi vengono definiti Yardie quei gruppi criminali operanti nel Regno Unito, principalmente a Londra, nel settore della droga e del contrabbando d'armi formati da immigrati giamaicani e caraibici.

## Nel Regno Unito
Caratterizzati anch'essi dalla violenza dei connazionali malavitosi giamaicani verso la polizia, nel 1993 un gruppo Yardie fu accusato dell'omicidio del PC Patrick Dunne, colpito a morte mentre era di pattugliamento a Clapham.
Nei primi anni 2000 gli Yardie fecero il loro debutto a Bristol, dove si scontrarono con una banda in via di scomposizione, la Aggi Crew. Per un caso sfortunato, nello stesso periodo d'arrivo, alcuni membri di spicco della Aggi Crew furono rilasciati di prigione con la concessione loro della libertà vigilata. Ciò che ne seguì fu una guerra tra bande al termine della quale gli Yardie risultarono vincitori.

## Attività criminali
Le bande Yardie sono note per il loro coinvolgimento in attività correlate al traffico di stupefacenti, in particolare marijuana e crack, e contrabbando di armi da fuoco.
Nonostante le attività di droga e contrabbando, le autorità britanniche non hanno mai elencato gli Yardie tra le organizzazioni criminali operanti nella nazione per la mancanza di una reale struttura complessa o di una qualche figura centrale per il controllo delle attività, classificandoli piuttosto come una banda criminale.
In contrasto ai gruppi organizzati e alle motivazioni che inducono le autorità statali a far rientrare il fenomeno tra le tante bande di strada presenti nel Regno Unito, la mancanza di volontà da parte degli Yardies di colludersi o infiltrarsi negli apparati di polizia e d'indagine e l'inesistenza di sodalizi e concordati semplici per una meglio gestione delle attività illecite di cui sono protagonisti.
All'infuori di Londra, la presenza di bande Yardie o semplicemente simpatizzanti d'essi è segnalata a Bristol, Birmingham e Nottingham, anche se in maniera molto minore rispetto alla capitale inglese.

## Rinforzo della lotta alla banda
In relazione all'aumento di crimini violenti con protagonisti membri Yardie e altri banditi di strada, la polizia metropolitana di Londra ha ingaggiato un certo numero di azioni per contrastare le attività della banda. Una delle più importanti operazioni è forse l'operazione Trident e la costituzione dell'unità investigativa antibande Trident Operational Command Unit in collaborazione con lo Specialist Crime Directorate.

## Nella cultura di massa
- Gli Yardies appaiono nei videogiochi di successo The Getaway, The Getaway: Black Monday, Grand Theft Auto Advance, Grand Theft Auto 3 e Grand Theft Auto: Liberty City Stories, nel secondo in maniera minore, come una delle bande di nuova generazione da affrontare nel corso di una storia di intrecci criminali tra nuove e vecchie mafie, negli ultimi 3 come una delle gang che popolano Liberty City.
- Nel 2018 esce il film Yardie, un gangster movie, ambientato in Giamaica e a Londra, che narra le vicende di alcuni yardies. La pellicola è tratta dall romanzo omonimo del 1992 scritto da Victor Headley.